# Segundo Plano da Malásia

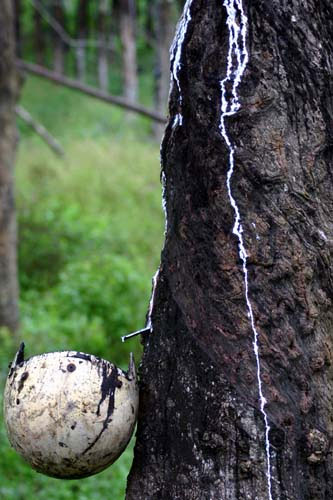
A diversificação de culturas foi introduzida durante o Segundo Plano da Malásia, eliminando gradualmente a borracha em favor do dendê.

O Segundo Plano da Malásia (malaio: Rancangan Malaysia Kedua) foi um plano de desenvolvimento econômico introduzido pelo governo da Malásia com o objetivo de implementar a Nova Política Econômica da Malásia (NEP). Durou de 1971 a 1975 e teve como objetivo "reestruturar" a sociedade da Malásia e reduzir o domínio chinês e estrangeiro da Malásia na economia da Malásia, de modo a melhorar a posição econômica dos malaios. Foi o sucessor do Primeiro Plano da Malásia, que também tinha como objetivo abordar especificamente o problema da pobreza entre os malaios. No entanto, o Primeiro Plano da Malásia teve sucesso limitado, o que pode ter sido um fator no Incidente de 13 de maio de 1969, quando irromperam tumultos raciais em Kuala Lumpur. O Segundo Plano da Malásia havia sido considerado excessivo em seu zelo de aumentar a participação dos malaios na economia, e o governo reduziu a ênfase na reestruturação da economia quando o plano terminou.

## Razões
Embora os malaios tenham quase sempre constituído a maioria da população da Malásia, seu poder econômico raramente tem sido proporcional. Em 1970, o Bumiputra controlava apenas 1,9% da economia da Malásia, enquanto os não-malaios (principalmente chineses) detinham 37,4%, com o restante em mãos estrangeiras.  Devido a essa grande disparidade, o Artigo 153 da Constituição exige que o governo estabeleça cotas para a dispensa de bolsas de estudo, emprego na função pública etc., visando à melhoria do status econômico dos malaios.
No entanto, o Primeiro Plano da Malásia - cuja abordagem havia sido dependente dos malaios, "valendo-se dessas instalações e serviços e colocando-os em bom uso" - fracassou ao abordar o desequilíbrio econômico. Suas políticas também resultaram em descontentamento entre os não-malaios, que apoiavam principalmente os partidos da oposição que favoreciam a redução ou eliminação da ação afirmativa para o Bumiputra na eleição geral de 1969.  Um desfile de vitória realizado em 12 de maio de 1969 por partidários da oposição levou a uma manifestação de retaliação em 13 de maio pela Organização Nacional Malaio Unida (UMNO), um dos principais partidos da coalizão governista da Aliança. No entanto, o comício logo se transformou em um motim que durou dois dias, um incidente mais tarde conhecido como o incidente de 13 de maio.  Oficialmente, cerca de 200 pessoas morreram - embora outras tenham dado estimativas muito maiores - com milhares de desabrigados, a maioria deles chineses. Um estado de emergência foi declarado e o Parlamento foi suspenso. O Conselho Nacional de Operações (NOC) governou até 1971, quando o Parlamento se reuniu novamente.
O Segundo Plano Quinquenal Malaio (1961-1965) foi um plano de desenvolvimento econômico lançado pelo governo da Malásia, e continuado pelo governo da Malásia (uma nova nação compreendendo Malaya, Cingapura, Sabah e Sarawak).  Este plano seguiu o Primeiro Plano Quinquenal Malaio, que decorreu entre 1956 e 1960. O Segundo Plano Quinquenal Malaio aumentou as despesas para o desenvolvimento da agricultura e das áreas rurais. O financiamento foi significativamente aumentado para esquemas de desenvolvimento da terra, infraestrutura física e serviços sociais. O objetivo declarado do Plano era "fornecer facilidades e oportunidades para a população rural melhorar seu nível de bem-estar econômico e social". Alguns atribuíram o maior gasto do Plano aos problemas políticos da coalizão política da Aliança governante; a coalizão vencera apenas por pouco as eleições gerais de 1959, devido ao descontentamento do eleitorado malaio rural com a falta de progresso econômico.
Enquanto mantinha as rédeas do poder, o CON anunciava a NEP, com o objetivo final de erradicar a pobreza e eliminar "a identificação da raça com função econômica" através de uma "economia em rápida expansão"; o NEP visou uma participação de Bumiputra de 30% da economia dentro de 20 anos. O Plano de Perspectiva Contínua também foi aprovado, com objetivos semelhantes aos da NEP.  Tanto a NEP quanto o Plano de Perspectiva Contínua foram definidos para expirar em 1990, e o Segundo Plano da Malásia foi aprovado pelo Parlamento para implementar as metas dessas políticas.

## Reestruturação econômica
O Segundo Plano da Malásia intensificou o envolvimento do governo na economia, com o objetivo principal de aumentar os interesses econômicos malaios, especialmente nas áreas de manufatura e mineração. Para evitar prejudicar diretamente os interesses econômicos chineses, o plano se concentrou em um enorme crescimento econômico, com o objetivo de expandir as ações malaias e não-malaias da economia em termos absolutos, ao mesmo tempo em que aumentava a participação malaia em termos relativos.
Um total de M $ 7,25 bilhões no total foi alocado para o Segundo Plano da Malásia.  Embora isso constituísse uma diminuição da alocação do Primeiro Plano Malásia de M $ 10,5 bilhões, o Segundo Plano da Malásia esperava alcançar maior redução na pobreza e aumentar o envolvimento dos Malaios no setor privado ao impor certas restrições às empresas privadas que beneficiariam o emprego malaio e propriedade econômica.
Na época em que o plano foi anunciado, os não-malaios tinham, nas palavras de um comentarista, "um virtual monopólio do emprego industrial e comercial privado", e estavam concentrados nas áreas urbanas.  No entanto, os interesses estrangeiros controlavam a maioria das indústrias modernas, incluindo manufatura, bancos, finanças, borracha e estanho.  Os malaios estavam em grande parte envolvidos em ocupações rurais, como cultivo de arroz, pesca, tendendo a pequenas propriedades de borracha ou óleo de palma, e assim por diante. Estavam visivelmente ausentes até mesmo de pequenos empregos de colarinho branco, como o trabalho administrativo, e apenas no funcionalismo público, onde eram garantidos 80% de todos os cargos no governo, se estivessem presentes na parte superior da hierarquia. A maioria dos membros de algumas profissões, como medicina e direito, não eram malaios.  Ironicamente, as políticas governamentais, como as estabelecidas pelo Artigo 153, pareciam dificultar o envolvimento dos malaios no setor privado, dando-lhes preferência apenas no setor público. O desemprego entre todas as raças também era desenfreado, em grande parte devido à falta de educação, com cerca de 70% dos 275.000 desempregados em 1970 tendo entre 15 e 25 anos de idade. Foi tudo isso que o NEP e o Segundo Plano da Malásia se propuseram a mudar.

## Industrialização
Várias agências governamentais que haviam sido estabelecidas antes do advento do Segundo Plano da Malásia aumentaram sua participação na economia durante o Segundo Plano da Malásia. Essas agências incluíam a Autoridade de Desenvolvimento Industrial da Malásia (MIDA) e Majlis Amanah Rakyat (MARA). Várias outras foram também estabelecidas no âmbito do plano, incluindo o Perbadanan Nasional (PERNAS, ou a National Trading Corporation), a State Economic Development Corporation e a Urban Development Authority (UDA).

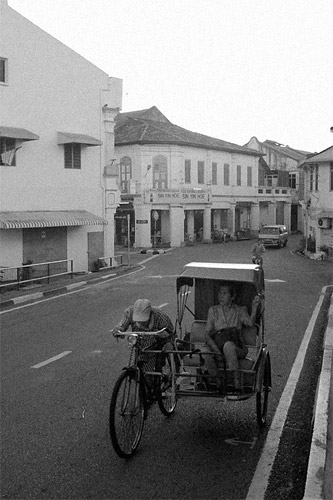
No início do Segundo Plano da Malásia, o setor privado empregava principalmente chineses da Malásia; no entanto, eles não tinham participação real nas indústrias modernas.

A PERNAS foi criada para comprar negócios e participar de joint ventures com empresas privadas, bem como para desenvolver indústrias nascentes para serem mantidas em custódia até que os malaios tenham capital suficiente para recebê-las. No final do período do plano, a PERNAS detinha 100% de oito empresas envolvidas em seguros, comércio, construção, propriedades, engenharia, títulos e mineração. Joint ventures também haviam sido formadas com o setor privado para desenvolver as indústrias de mineração, conteinerização, turismo e consultoria.
O Parlamento aprovou a Lei de Coordenação Industrial durante o Segundo Plano da Malásia, que exigiu que todas as novas empresas industriais com M $ 100.000, ou vinte e cinco ou mais trabalhadores, fossem licenciadas pelo Ministro do Comércio e Indústria. Para obter tal licença, cada firma tinha que cumprir certas condições estabelecidas pelo Ministério, o que poderia variar. Fabricantes chineses da Malásia estavam preocupados com o ato, já que haviam operado com o mínimo de controle do governo antes. No entanto, o governo afirmou que o ato não era para ser prejudicial para qualquer grupo, e prosseguiu com a sua implementação. Sob o ato, as empresas foram divididas em três categorias: empresas aprovadas após 1 de janeiro de 1972, firmas aprovadas antes e empresas operando sem a aprovação do Ministério. Todas as empresas sujeitas ao ato foram obrigadas a apresentar uma proposta ao Ministério, informando como planejavam atingir a meta de longo prazo de obter 30% de malaio e 70% de propriedade malaia não malaia na empresa.  Propostas que foram aceitas se tornaram as diretrizes de como a empresa relevante operaria.
Até o Segundo Plano da Malásia, a indústria estava concentrada na costa oeste da península da Malásia. O plano moveu-se assim para estabelecer novas propriedades industriais na costa leste, a fim de conter a migração rural-urbana - a costa leste era consideravelmente menos urbanizada que a costa oeste.
Em 1975, as atividades manufatureiras constituíam 16% do Produto Interno Bruto da Malásia (PIB), um por cento abaixo da meta do Segundo Plano da Malásia. A fabricação cresceu de maneira insignificante em 1975, atribuída pelo governo à recessão global naquele ano. Isso contrastou com o crescimento de 15% alcançado em 1974, que superou a meta de crescimento de 12,5% ao ano durante o Segundo Plano da Malásia.  Alimentos, produtos de madeira e produtos químicos compunham a maior parte do setor manufatureiro. O crescimento substancial da manufatura durante este período foi atribuído ao estabelecimento pelo governo de zonas de livre comércio, onde qualquer mercadoria trazida não estaria sujeita a direitos aduaneiros, e os bens poderiam ser livremente exportados para o exterior ou transferidos para outra zona de livre comércio. Em 1974, essas zonas foram declaradas nos estados de Penang, Selangor e Malaca. As indústrias localizadas nessas zonas eram principalmente de produtos eletrônicos, produtos de borracha e têxteis.

## Mineração
Até o final da década de 1970, a Malásia era o maior produtor de estanho do mundo, fornecendo cerca de 40% do estanho do mundo não comunista. No entanto, as reservas de estanho estavam em declínio; a contribuição da mineração para o PIB foi projetada para cair 13% ao longo do Segundo Plano da Malásia, devido ao esgotamento das reservas de estanho e ferro. No entanto, a bauxita e o cobre continuaram a contribuir para o setor de mineração no início dos anos 70. A participação malaia no setor de mineração foi mínima, e até 70% da indústria permaneceu sob controle estrangeiro.  Este foi um legado da era colonial britânica; muitas empresas britânicas, que haviam chegado no século XIX para explorar os recursos minerais da Malásia, ainda não haviam partido. A participação malaia no setor de mineração - especialmente em estanho - foi ainda mais dificultada pela tendência britânica no século XIX de trazer mão-de-obra chinesa barata; a maioria das pessoas empregadas na mineração ainda era chinesa até 1970.
Petróleo ou petróleo bruto começaram a contribuir significativamente para a economia da Malásia na década de 1970, quando novas plataformas de petróleo e refinarias foram montadas. Em 1975, a produção total de petróleo bruto era de 90,000 barris por dia (14,000 m/d), a maior parte produzida pela Shell. Em 1974, o direito exclusivo de possuir, explorar e explorar o petróleo na Malásia foi investido na empresa governamental da Petronas. No ano seguinte, a Petronas obteve direitos exclusivos sobre a comercialização e distribuição de todos os produtos petrolíferos e uma provisão para controlar outras empresas sem assumir uma participação nos mesmos, através da emissão de ações de gestão à Petronas.
O número de malaios empregados no setor de mineração aumentou a partir de 1970, quando as políticas de reestruturação do governo entraram em vigor. Quando o Segundo Plano da Malásia começou, menos de 200.000 malaios estavam empregados na indústria de mineração. Em 1990, eles eram quase um milhão, bem à frente dos números originalmente definidos. As licenças para operações de mineração foram reservadas especialmente para os malaios, como parte do esforço para aumentar seu nível de propriedade no setor de mineração. O governo também aumentou ostensivamente a propriedade de Bumiputra ao nacionalizar várias empresas de mineração anteriormente estrangeiras - em 1989, as empresas estatais controlavam 60% da indústria de mineração. O governo também foi ajudado pelo fato de que o petróleo logo eclipsou outros minerais no setor de mineração - como a Petronas era uma empresa estatal, também era considerada uma empresa de Bumiputra.  No entanto, o governo tem sido criticado por essa prática, como se argumenta que as corporações nacionalizadas pertencem ao público em geral, e não apenas aos Bumiputra.

## Agricultura
O Segundo Plano da Malásia continuou as iniciativas que os planos quinquenais anteriores, como o Primeiro Plano Quinquenal Malaio, haviam tomado. Embora os gastos com outros desenvolvimentos tenham aumentado substancialmente, em cerca de M $ 1 milhões, o financiamento para o desenvolvimento rural também aumentou. O Segundo Plano da Malásia concentrou-se na diversificação de culturas cultivadas na Malásia; o Programa Livro Verde de 1974 visava tornar a Malásia autossuficiente na produção de alimentos, incentivando os agricultores a cultivar hortaliças, como feijões longos , pimentões , etc., e rebanhos - o Departamento de Veterinária chegando ao ponto de distribuir o gado. Fertilizantes, mudas, inseticidas e herbicidas foram subsidiados. O cultivo duplo de arroz foi incentivado, de modo que os agricultores pudessem colher duas vezes em um ano e efetivamente dobrar sua produção.  A Autoridade de Organização de Agricultores foi estabelecida em 1973 com o objetivo de coordenar cooperativas agrícolas, associações de agricultores e agências agrícolas do governo.
O crescimento na agricultura de pequena escala foi considerado crucial para a criação de empregos e a redução da pobreza rural, e agências governamentais como a FELDA (Autoridade Federal de Desenvolvimento Agrário) aumentaram enormemente o escopo e o tamanho de seus programas de desenvolvimento. A RISDA (Agência de Desenvolvimento de Pequenos Produtores da Indústria da Borracha) recebeu a tarefa de diversificar as propriedades dos pequenos proprietários; A RISDA estabeleceu a ambiciosa meta de desenvolver 150 000 acre(s)s (610 km2) durante o Segundo Plano da Malásia. O principal objetivo era diversificar em óleo de palma através do plantio de palmeiras de óleo. A economia da Malásia dependia fortemente da borracha na época - em seu pico, a Malásia apenas produzia mais da metade da borracha do mundo. No entanto, a Grande Depressão, que deprimiu os preços da borracha, atrapalhou bastante a economia malaia. O governo da Malásia pretendia, assim, evitar outro incidente, diversificando o setor agrícola. No entanto, a RISDA superou-se na tentativa de reapropriar-se rapidamente da terra; até o final do Segundo Plano da Malásia, apenas 40 000 acre(s)s (160 km2)     foi desenvolvido, com apenas metade deste número compreendendo propriedades de dendezeiros.
As políticas de desenvolvimento e reassentamento de terras instituídas pelo governo, no entanto, não causaram impacto na pobreza rural. O governo conseguiu reassentar apenas 40.000 pessoas, apesar de uma estimativa de 535.000 famílias envolvidas na agricultura vivendo abaixo do nível de pobreza. Devido a ineficiências no programa, os beneficiários do reassentamento e do desenvolvimento nem sempre foram os que mais necessitaram.  Também foi alegado por alguns   que havia muita ênfase no difícil processo de reassentamento e desenvolvimento de novas áreas, em vez de aumentar a produtividade nas fazendas existentes. As questões foram complicadas pela Constituição, que deu aos estados muito controle sobre o desenvolvimento da terra e, portanto, exigiu que o governo federal negociasse com os governos estaduais. As famílias rurais não-malaias também não se beneficiaram muito devido a isso, já que a Constituição reservava porções de terra para os malaios, e os governos estaduais não estavam ansiosos para receber não-malaios destituídos.
Embora o Segundo Plano da Malásia tenha modernizado enormemente os estados de "tigela de arroz " de Kedah e Perlis - eliminando virtualmente o búfalo aquático substituindo-o por tratores -, a maioria dos pequenos proprietários e agricultores individuais não se beneficiou tecnologicamente. No setor de agricultura corporativa, os malaios detinham apenas uma participação de 0,3%, contra 70,8% dos interesses estrangeiros. No setor não corporativo, os malaios detinham 47,1%.  Devido ao capital limitado, muitos malaios ainda estavam envolvidos em "atividades de menor produtividade", como o Segundo Plano da Malásia terminou.

## Saúde
O Segundo Plano da Malásia continuou as iniciativas anteriores de elevar os níveis nutricionais por meio de vários programas.  Estes incluíam incentivos para o cultivo de alimentos nutritivos, instrução em nutrição e planejamento de cardápios e fornecimento de alimentos para grupos com as mais altas taxas de desnutrição. No entanto, esses programas foram prejudicados pela falta de pessoal médico treinado.
Embora o planejamento familiar tenha sido estabelecido como uma meta nacional em 1964, os esforços durante o Segundo Plano da Malásia para promovê-lo foram prejudicados pela negligência do governo.  Grande parte do sucesso alcançado pelo Conselho Nacional de Planejamento Familiar ocorreu durante os anos do Primeiro Plano da Malásia (1966-1970). O Segundo Plano da Malásia esperava adicionar 600.000 novos usuários de técnicas de planejamento familiar, mas as instalações e o pessoal fornecidos eram inadequados. O tema era considerado bastante sensível pelo governo e, portanto, o planejamento familiar era em grande parte ignorado.  Ironicamente, em 1984, o primeiro-ministro da Malásia, Mahathir bin Mohamad, eliminou efetivamente o planejamento familiar como uma política do governo, ao anunciar a Política Nacional de População, que visava a 70 milhões de pessoas em 2100  - acima de 12,6 milhões em 1984.

## Educação
Embora a educação tenha sido marginalizada em favor de programas de reestruturação socioeconômica durante o Segundo Plano da Malásia, algumas iniciativas importantes foram tomadas durante o seu mandato.  Em 1970, o malaio, a língua nacional, tornou-se o principal meio de ensino do nível primário ao superior, substituindo o inglês.  Exames padronizados britânicos foram substituídos por exames locais, e novos livros didáticos em língua malaia foram introduzidos. No final do plano, a maioria das escolas anteriormente baseadas no inglês havia convertido os primeiros quatro anos de instrução inteiramente ao novo currículo malaio-médio.
Em 1973, o Centro de Desenvolvimento Curricular foi estabelecido. Seu objetivo era coordenar projetos para reformar o currículo que já havia sido tratado por diferentes departamentos do governo. Também começou a reformular o currículo para ciência e matemática e iniciou um novo programa para revisar os vários currículos de ciências sociais.
O Segundo Plano da Malásia também esperava aumentar a disponibilidade de treinamento vocacional e técnico. Apesar de algumas tentativas, pouco progresso foi feito na melhoria do currículo, que se concentrou em fornecer uma educação geral e pouco espaço para treinamento vocacional ou técnico. Várias novas escolas técnicas e vocacionais foram construídas sob o Segundo Plano da Malásia, com sete instituições sozinhas concluídas em 1975.  Esperava-se que isso aliviasse o problema do desemprego, especialmente entre os jovens.

## Transporte
O Segundo Plano da Malásia tinha como objetivo modernizar as ferrovias da Malásia, que o governo considerava cruciais para o desenvolvimento e a indústria. Todos os trens foram convertidos para usar o combustível diesel mais eficiente, e o governo aumentou as alocações para manutenção e modernização da infraestrutura ferroviária. Em particular, foi dada ênfase à modernização do material circulante, dos berços e das instalações de reparo existentes.
O serviço aéreo foi ampliado de acordo com o plano, que pagou pela compra de equipamentos de controle de tráfego para todos os climas e noturnos, bem como pelo treinamento de pessoal para manusear o equipamento. O Segundo Plano da Malásia também viu a Malaysia-Singapore Airlines dividida no Malaysia Airline System (MAS) e na Singapore Airlines (SIA).
O Segundo Plano da Malásia também viu a introdução da conteinerização na Malásia para facilitar o transporte. O plano previa o estabelecimento de uma empresa nacional de transportes para o transporte terrestre; em agosto de 1971, o Kontena Nasional Berhad (National Containers Limited) foi estabelecido pelo governo. Em dezembro, o MV Benavon tornou-se o primeiro navio de contêineres a atracar na Malásia, no Terminal Norte de Port Klang, em Selangor.
Na época do Segundo Plano da Malásia, havia apenas dois portos marítimos na Malásia; um em Penang e um em Klang. O plano previa a construção de dois novos portos, ambos na Malásia peninsular; um estaria em Johor e outro em Kuantan, uma cidade importante em Pahang. Os dois principais objetivos desses projetos eram atender à crescente demanda por transporte marítimo de carga e trazer desenvolvimento para estados subdesenvolvidos. O porto de Johor foi concluído em 1977, enquanto o porto de Kuantan iniciou suas operações em 1984.

## Legado
No final do Segundo Plano da Malásia, a taxa de pobreza diminuiu de 49% para 43%. O desemprego melhorou ligeiramente, diminuindo de 7,5% para 7,4%. Grandes avanços foram feitos no aumento do envolvimento de Bumiputra no setor privado; a taxa de emprego de Bumiputra no setor manufatureiro aumentou de 29% para 33% e de 24% para 34% no setor comercial. A participação acionária da Bumiputra mais que dobrou de 3% para 7,8%. No entanto, isso foi considerado insatisfatório por muitos, especialmente porque muito do progresso havia sido feito por empresas do governo que detinham o capital em confiança. Embora o plano inicialmente visasse uma taxa de crescimento do PIB de 12,5% ao ano, apenas uma média de 11% era gerenciada. O crescimento foi extremamente desigual; enquanto em 1973 o PIB cresceu 27%, em 1975, cresceu apenas 3% devido à recessão global da época. Apesar dos esforços do governo para combater o desemprego, criando 600.000 novos empregos durante o Segundo Plano da Malásia, o número de desempregados realmente aumentou entre 1970 e 1975; em 1970, havia 275.000 desempregados, mas em 1975, o número era de 324.000.
O Segundo Plano da Malásia também foi forçado a enfrentar um problema inesperado: a inflação. Entre 1972 e 1975, o índice de preços ao consumidor (IPC) subiu inesperadamente em 40%. Em 1974, a taxa de inflação foi em média de 18%, embora tenha sido reduzida para 7% em 1975. Este novo enigma foi, portanto, considerado pelo governo quando estabeleceu o Terceiro Plano da Malásia (1976-1980).
Outra consequência abrangente do Segundo Plano da Malásia foi seus esforços na diversificação de culturas. Apesar de a RISDA não cumprir suas metas, a indústria de óleo de palma na Malásia continuou a crescer. Em 1998, o óleo de palma era o segundo maior contribuinte para o PIB da Malásia, perdendo apenas para produtos eletrônicos.
No geral, o Segundo Plano da Malásia fez progressos muito mais substanciais no sentido de reduzir a desigualdade na economia do que seu antecessor. No entanto, a ênfase na melhoria do lote dos malaios preocupava muito os não-malaios e, quando o Terceiro Plano da Malásia foi lançado, o governo reduziu sua retórica à ação afirmativa e enfatizou um maior crescimento econômico, o que beneficiaria a todos.